# Деррінджер

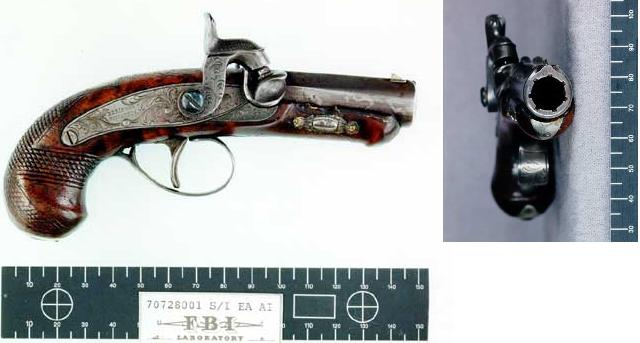
Пістолет системи Philadelphia Deringer, з якого Дж. Бут застрелив президента Лінкольна. Виготовлений особисто Генрі Дерінджером.

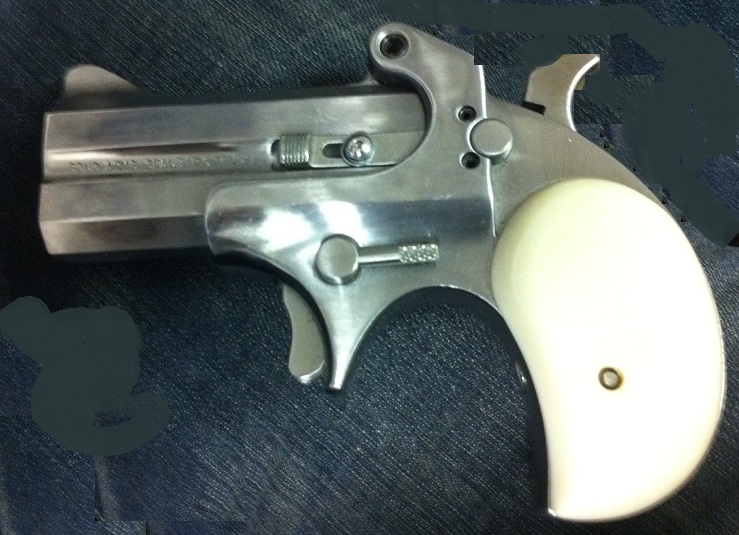
Класичний двоствольний «деррінджер» (Bond Arms)

«Де́ррінджер» (англ. derringer) — клас американських кишенькових пістолетів великого калібру. Початково деррінджерами називались кременеві та капсюльні пістолети, пізніше назва була розповсюджена на несамозарядні одноствольні та двоствольні пістолети під унітарний набій. Назва походить від прізвища відомого американського зброяра XIX століття Генрі Дерінджера. Широко застосовувався як зброя самооборони.

## Філадельфійський деррінджер
У 1806 році Генрі Дерінджер відкрив у Філадельфії збройне підприємство. Спочатку фабрика виготовляла кременеві пістолети та гвинтівки, а трохи пізніше розпочала випускати капсульні гвинтівки для американської армії.
Величезну популярність підприємство Дерінджера отримало завдяки тому, що випустило маленький пістолет. Зброя була однозарядною, мала капсульний замок і, як правило, була великого калібру. Пістолет отримав назву англ. Philadelphia Deringer.
Завдяки компактності, надійності і невисокій ціні пістолет став дуже популярним як зброя самооборони.
З такого пістолета калібру 0.44" (11,2 мм) актор Джон Бут вбив президента США Авраама Лінкольна.
Тепер термін «деррінджер» став використовуватися для позначення будь-якого не самозарядного компактного пістолета.

## Ремінгтон-Деррінджер
Пістолет Ремінгтон-Дабл-Деррінджер (англ. Remington Double Derringer) був розроблений колишнім стоматологом Вільямом Елліотом (англ. William H. Elliot). Пістолет призначався для самооборони і використовував набої кільцевого запалення 0.41 калібру.
Ремінгтон Дабл Деррінджер складається з рамки і двох розташованих у вертикальній площині стволів, з'єднаних в єдиний блок. Шарнір, на якому закріплені стволи, розташований у верхній частині рамки. Запірний важіль розміщений з правого боку зброї і при повороті блокує нижній виступ ствольного блоку. Курок пістолета відкритого типу. Положення бойка змінюється внаслідок дії спеціального механізму, завдяки чому останній почергово завдає удару по капсулю спочатку одного ствола, а потім іншого.
Елліот уклав договір з фірмою Ремінгтона (E. Remington and Sons) на виготовлення свого пістолета. Саме з цієї причини і з'явилася назва зброї.
Пістолет Ремінгтон-Дабл-Деррінджер залежно від року випуску виготовлявся у трьох основних різновидах, які відрізняються особливостями конструкції та маркуванням.